# Taigrean
Els Taigrean (en armeni: Տայգրեան) van ser una família de nakharark (nobles) d'Armènia amb el feu hereditari a la comarca del Taigreank a la província de Baspracània.